# 刖刑
刖刑，又稱剕刑，中國古代一種酷刑，指砍去受罰者左腳、右腳或雙腳。刖刑在夏朝稱臏，周朝稱刖，秦朝稱斬趾。亦有指臏刑是削去膝蓋骨（臏骨）使犯人不能站立的說法。
刖刑乃隋朝以前的五刑之一，屬肉刑；亦有指它是滿清十大酷刑之一。
相傳為和氏璧發現者卞和為了證實和氏璧受兩次刖刑，雙腳皆被砍去，齊國著名軍師孫伯靈被龐涓陷害而受刑，成為大眾所知的「孫臏」。
1963年出土于陕西省扶风县齐家村西周铜器窖藏的它盘为受过刖刑的人物形象提供了实物佐证。

## 外部連結
[在维基数据编辑]
 《欽定古今圖書集成·經濟彙編·祥刑典·刖刑部》，出自陈梦雷《古今圖書集成》